# Effingen
Effingen (toponimo tedesco) è un comune svizzero di 593 abitanti del Canton Argovia, nel distretto di Brugg.

## Società

### Evoluzione demografica
L'evoluzione demografica è riportata nella seguente tabella:
Abitanti censiti

### Istituzioni, enti e associazioni
A Effingen ha sede l'associazione ecologica Ecopop.

## Infrastrutture e trasporti

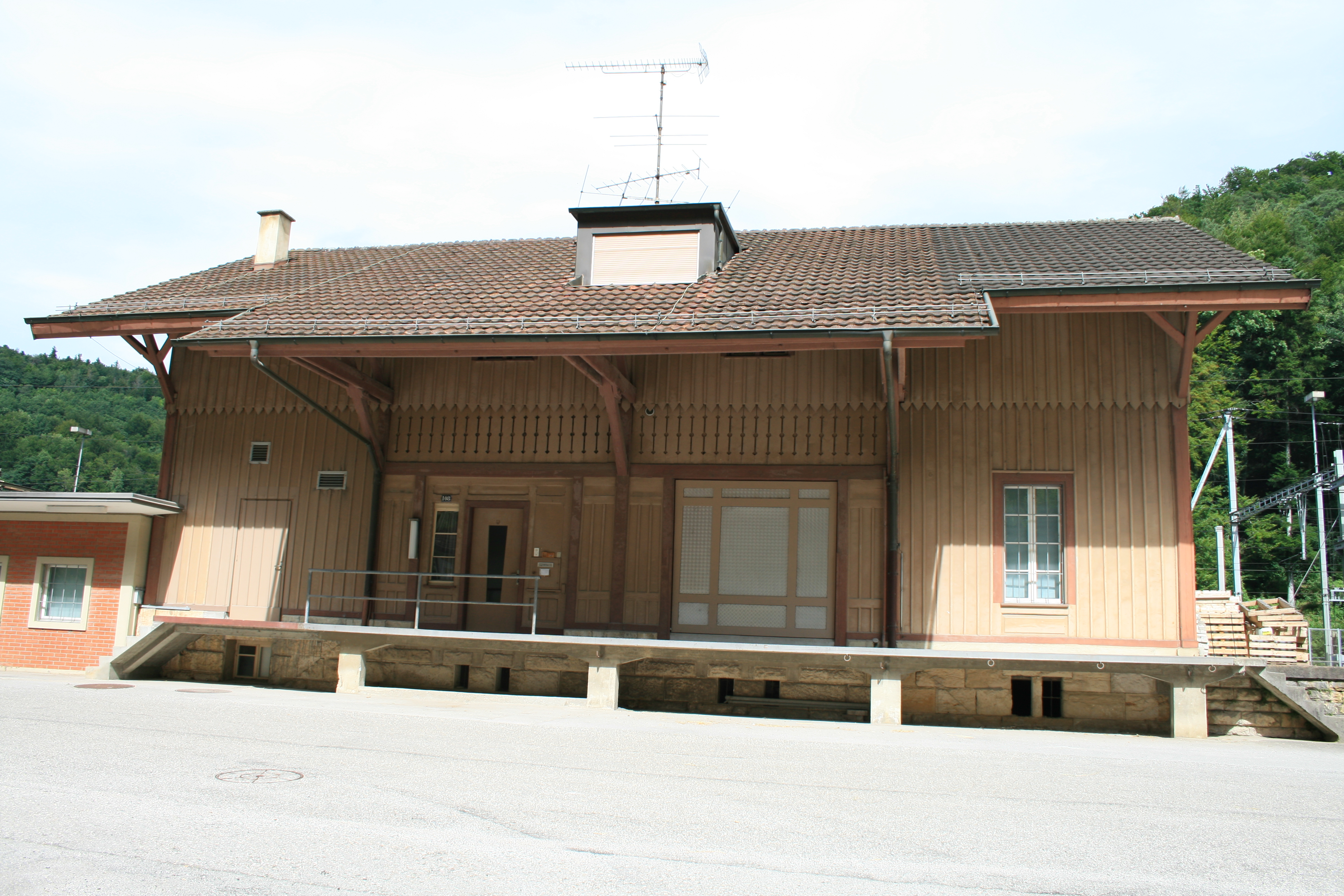
La stazione di Effingen

Effingen è servito dall'omonima stazione sulla Bözbergbahn (linea S12 della rete celere di Zurigo).

## Amministrazione
Ogni famiglia originaria del luogo fa parte del cosiddetto comune patriziale e ha la responsabilità della manutenzione di ogni bene ricadente all'interno dei confini del comune.